# Bruno Bertolucci
Bruno Bertolucci (Viareggio, Toscana, 10 de desembre de 1921 - La Sanha, Provença – Alps – Costa Blava, 5 de març de 2009) va ser un ciclista italià, que fou professional entre 1947 i 1956. El novembre de 1958 es nacionalitzà francès. En el seu palmarès destaca una victòria d'etapa a la Volta a Espanya de 1947.

## Palmarès
- 1947
  - Vencedor d'una etapa de la Volta a Espanya

### Resultats a la Volta a Espanya
- 1947. 22è de la classificació general. Vencedor d'una etapa